# Астродым (посёлок)
Астродым — посёлок в Карасукском районе Новосибирской области, входит в состав сельского поселения Троицкий сельсовет.

## География
Расположен у озера Астродым, в 30 километрах от железнодорожной станции Карасук.
Площадь посёлка — 67 гектаров.

## История
Основан в 1800 году. В 1928 г. деревня Астрадым состояла из 90 хозяйства, основное население — русские. В составе Троицкого сельсовета Андреевского района Славгородского округа Сибирского края.

## Население
| 2002 | 2007 | 2010 |
| ---- | ---- | ---- |
| 348  | ↗381 | ↘350 |

## Инфраструктура
В посёлке по данным на 2006 год действуют одно учреждение здравоохранения, основная общеобразовательная школа, которую в 2007/2008 учебном году школу посещали 60 учащихся, сельский клуб.